# Harakovce
Harakovce (deutsch Harachsdorf oder Harakowetz, ungarisch Harakóc) ist eine Gemeinde im Osten der Slowakei mit 54 Einwohnern (Stand 31. Dezember 2024) und gehört zum Okres Levoča, einem Kreis des Prešovský kraj, sowie zur traditionellen Landschaft Zips.

## Geografie

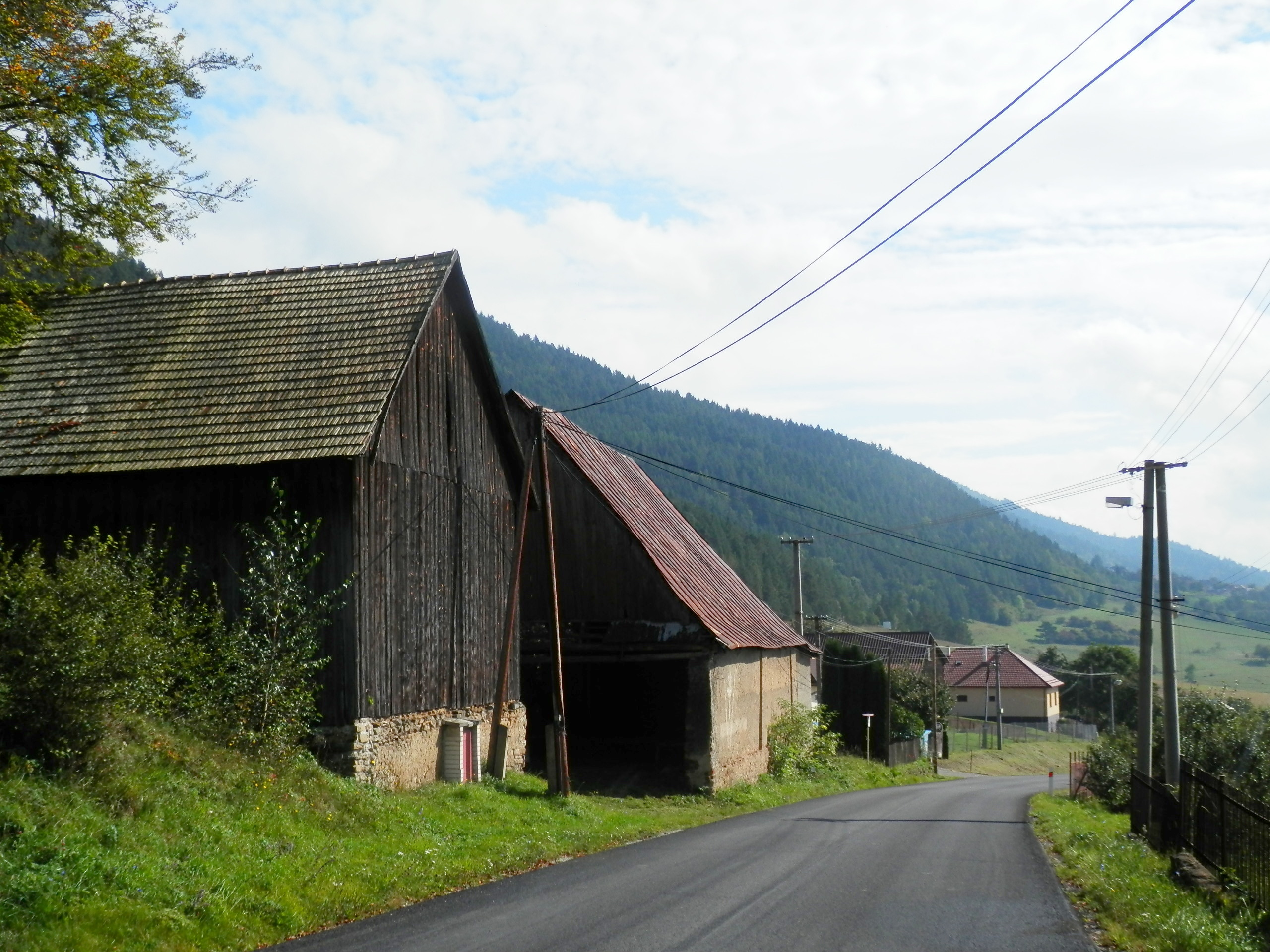
Harakovce

Die Gemeinde befindet sich am Übergang vom Talkessel Hornádska kotlina in das östlich gelegene Branisko-Gebirge, im Tal des Baches Žehrica. Das Ortszentrum liegt auf einer Höhe von 503 m n.m. und ist neuneinhalb Kilometer von Spišské Podhradie sowie 24 Kilometer von Levoča entfernt.
Nachbargemeinden sind Korytné im Norden, Široké im Osten, Dúbrava im Süden, Žehra im Südwesten, Granč-Petrovce im Westen und Beharovce im Nordwesten.

## Geschichte

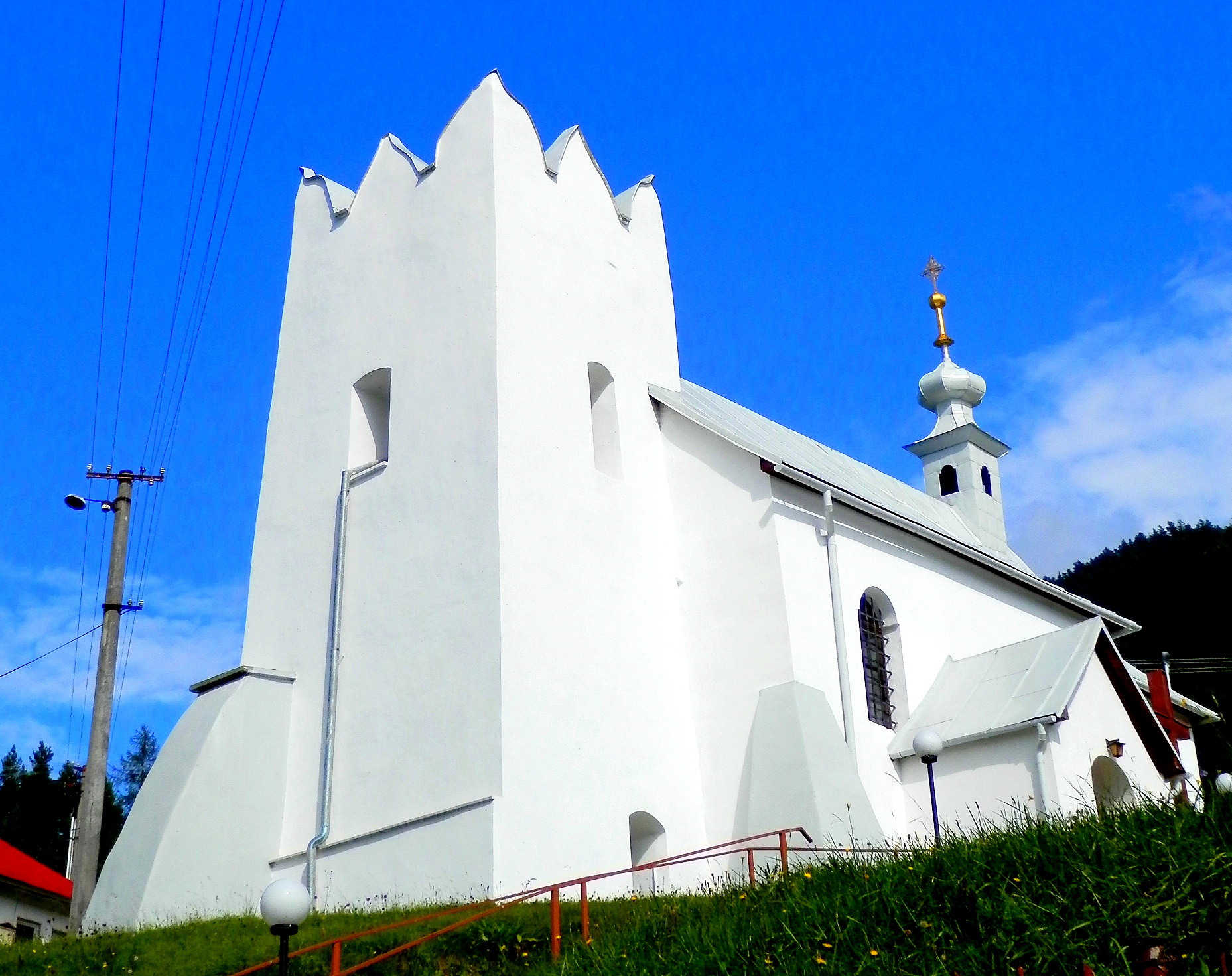
Erzengel-Michael-Kirche

Harakovce wurde zum ersten Mal 1270 beziehungsweise 1272 schriftlich erwähnt. Ab dem 14. Jahrhundert betrieb man ein Eisenerzbergwerk, das bis zum Ersten Weltkrieg im Betrieb war. Das Dorf war Besitz mehrerer Familien, teilweise auch der Zipser Burg. 1787 hatte die Ortschaft 25 Häuser und 195 Einwohner, 1828 zählte man 38 Häuser und 279 Einwohner.
Bis 1918 gehörte der im Komitat Zips liegende Ort zum Königreich Ungarn und kam danach zur Tschechoslowakei beziehungsweise heute Slowakei. In der Zeit der ersten tschechoslowakischen Republik waren die meisten Einwohner als Fuhrmänner, Holzfäller und Landwirte beschäftigt, dazu pendelten sie in umliegende Städte wie Spišské Podhradie und Krompachy.

## Bevölkerung
| Jahr                | 1994 | 2004    | 2014     | 2024    |
| ------------------- | ---- | ------- | -------- | ------- |
| Anzahl der Personen | 71   | 69      | 59       | 54      |
| Unterschied         |      | −2,81 % | −14,49 % | −8,47 % |

| Jahr                | 2023 | 2024    |
| ------------------- | ---- | ------- |
| Anzahl der Personen | 56   | 54      |
| Unterschied         |      | −3,57 % |

Gemäß der Volkszählung 2011 wohnten in Harakovce 66 Einwohner, alle Slowaken.
Alle Einwohner bekannten sich zur römisch-katholischen Kirche.

## Bauwerke
- römisch-katholische Erzengel-Michael-Kirche im ursprünglich frühgotischen Stil aus der zweiten Hälfte des 13. Jahrhunderts, 1662 erneuert. 1760 wurde sie durch einen Brand zerstört und 1791 wiederaufgebaut.